# Kan'ichi Asakawa
Kan'ichi Asakawa (朝河 貫一), né le 20 décembre 1873 à Nihonmatsu au Japon et décédé à l'âge de 74 ans le 10 août 1948 à West Wordsborough dans le Vermont, est un universitaire, auteur, historien et bibliothécaire japonais ayant passé la majeure partie de sa vie aux États-Unis.

## Biographie
Né  Nihonmatsu, Asakawa fréquente le lycée préfectural d'Asaka (en) où il suit les cours du Britannique Thomas Edward Hallifax. Il étudie ensuite la littérature à la Senmon Gakkō (actuelle université Waseda) à Tokyo avant de partir pour les États-Unis en décembre 1895. Il y continue ses études et reçoit une licence du Dartmouth College à Hanover en 1899 puis un doctorat de l'université Yale en 1902.
Après avoir constaté la méconnaissance américaine de la culture japonaise, il décide de consacrer sa vie à améliorer la compréhension mutuelle entre les États-Unis et le Japon. Il enseigne d'abord au Dartmouth College de 1902 à 1906 puis à l'université Yale de 1907 à 1942. Il donne des conférences à l'université Waseda en 1906 et 1907. Il devient renommé pour ses ouvrages sur le Japon tels que The Early Institutional Life of Japan: A Study in the Reform of 645 A.D. (1903), The Documents of Iriki (1929), et The Land and Society in Medieval Japan.
À la fin de la guerre russo-japonaise en 1905, il commence à protester contre la montée du militarisme japonais. En 1941, il tente d'éviter la guerre entre les États-Unis et le Japon en essayant de convaincre le président Theodore Roosevelt de contacter personnellement l'empereur japonais.
Asakawa est connu dans les cercles universitaires occidentaux comme un historien de classe mondiale. Depuis peu, sa renommée a également atteint le Japon avec la publication d'une biographie et d'articles sur sa vie et ses études.
Il était ami avec Keijirō Asō. Il meurt en 1948. Ses restes sont répartis entre le cimetière Kanairo à Nihonmatsu et le Grove Street Cemetery dans le Connecticut.

## Honneur
L'astéroïde (29159) Asakawa est nommé en son honneur.